# 조나 보보
조나 보보(Jonah Bobo, 1997년 1월 24일~)는 미국의 배우이다.

## 출연 작품
- 디스커넥트(2012)
- 크레이지, 스투피드, 러브(2011)
- 초크(2008)
- 토드와 코퍼 2(2006)
- 스트레인저스 위드 캔디(2005)
- 자투라 - 스페이스 어드벤쳐(2005)
- 더 베스트 씨프 인 더 월드(2004)
- 어라운드 더 벤드(2004)